# Krytjaŭ
Krytjaŭ (vitryska: Крычаў) är en stad i Belarus.   Den ligger i voblasten Mahiljoŭs voblast, i den östra delen av landet, 270 km öster om huvudstaden Horad Mіnsk. Krytjaŭ ligger 168 meter över havet och antalet invånare är 26 325.

## Natur och klimat
Terrängen runt Krytjaŭ är platt. Krytjaŭ är det största samhället i trakten. 
Omgivningarna runt Krytjaŭ är en mosaik av jordbruksmark och naturlig växtlighet. Runt Krytjaŭ är det ganska glesbefolkat, med 39 invånare per kvadratkilometer.  Trakten ingår i den hemiboreala klimatzonen. Årsmedeltemperaturen i trakten är 4 °C. Den varmaste månaden är juli, då medeltemperaturen är 20 °C, och den kallaste är februari, med −13 °C.